# Jakob Neumann
Jakob Neumann (* 24. April 1920 in Perkos, Königreich Rumänien; †  15. Oktober 2009 in Schwabhausen) war ein deutsch-rumänischer Pädagoge. Er war Direktor der Deutschen Schule in Bukarest (DAS) und Generalschulinspektor im rumänischen Ministerium für Unterricht und Kultur.

## Leben
Jakob Neumann besuchte das Deutsche Realgymnasium in Timișoara und anschließend die Deutsche Römisch-Katholische Lehrerbildungsanstalt ebenda. Hier erhielt er 1938 das Lehrerdiplom. Nach zwei Berufsjahren in Dudeștii Noi (deutsch Neubeschenowa), Anina (Steierdorf) und Oravița (Orawitz) diente während des Zweiten Weltkriegs in der rumänischen Armee. Ab 1946 setzte er seine Tätigkeit als Lehrer an der Konfessionellen Volksschule in Timișoara-Iosefin (Josefstadt) fort.
1948 wurde Neumann als Übungsschullehrer in die dortige Deutsche Lehrerbildungsanstalt übernommen. Nachdem er zwischenzeitlich als Direktorlehrer in Timișoara-Fabric (Fabrikstadt) und in Biled tätig gewesen war, bekleidete er von 1950 bis 1956 die Position des Direktors der Deutschen Schule in Bukarest. Dort heiratete Neumann die aus Hermannstadt (rumänisch Sibiu ) stammende Sprachlehrerin Erika Weber und wohnte in der Dienstwohnung der Schule neben der Evangelischen Kirche in der Strada Luterană. Neumanns Eltern stammten aus der Volksgruppe der Banater Schwaben und lebten von 1951 bis 1956 während ihrer Deportation in die Bărăgan-Steppe in der Nähe von Slobozia im Kreis Ialomița. Besuche waren behördlich untersagt, jedoch wateten Jakob und Erika Neumann für einen Besuch im Sommer 1953 nachts durch den Fluss Ialomița, wobei sie von der Miliz aufgegriffen wurden.
Im Herbst 1948 hatte die Kommunistische Parteiführung mit Blick auf die geplante Industrialisierung für die Minderheiten in Rumänien Schulen einrichten lassen, so auch für die rumäniendeutsche Minderheit. Ende 1956 richtete das Unterrichtsministerium eine Generaldirektion für Schulfragen der ethnischen Minderheiten ein, und Neumann wurde zu ihrem Generalinspektor ernannt. Hier war er vor allem für den Unterricht in deutscher Sprache zuständig. Neumann war der erste Vertreter der deutschen Minderheit in diesem Ministerium seit der Entlassung von Michael Pfaff 1950. Das Ministerium kontrollierte den Schulbuchverlag sowie die 1956 in Timișoara gegründete Filiale für deutsche Lehrbücher. Für den Verlag rekrutierte Neumann die Autoren Arnold Pankratz, Georg Scherg, Anne Röhrich, Edda Horedt, Eva Pătrășcanu, Maja Breckner und Paula Dorner-Kramer. Durch den Ausbau des Systems von deutschen Klassen und die Einrichtung von deutschen Schulen verdoppelte sich unter Neumanns Führung die Zahl deutschstämmiger Schüler von insgesamt 23.480 im Schuljahr 1955/1956 auf 46.260 (ohne Fachlyzeumsklassen) im Schuljahr 1976/1977. In Neumanns Amtszeit fallen die Einrichtung der Deutschen Lehrerbildungsanstalt in Hermannstadt, die Gründung von zusätzlichen deutschen Schulen im Gebiet von Satu Mare und die Gründung einer deutschen Schule in Cluj-Napoca.
Nach zwei schwierigen Operationen innerhalb von zwei Jahren verließ Neumann 1973 das Ministerium, sein Nachfolger wurde Heinrich Schubkegel. Neumann kehrte an die Deutsche Schule in Bukarest zurück, wo er als Lehrer für Geografie und Geschichte wie auch als stellvertretender Schulleiter bis zur Pensionierung im Jahre 1981 wirkte. Seine Familie reiste 1991, zwei Jahre nach Rumänischen Revolution, nach Deutschland aus, wo sich Neumann mit seiner Ehefrau, mit der er zwei Söhne – Udo und Wolfgang – hatte, in Schwabhausen niederließ. Neumann verstarb 2009 nach langer Krankheit.

## Veröffentlichungen
- Das Unterrichtswesen für die nationalen Minderheiten in der Rumänischen Volksrepublik. In: Neuer Weg, Bukarest, 24. April 1957